# Zakaria Sanogo
Zakaria Sanogo (Bobo-Dioulasso, 11 dicembre 1996) è un calciatore burkinabé, attaccante dell'AS Douanes Ouagadougou.

## Caratteristiche tecniche
È un centravanti.

## Carriera

### Club
Ha giocato nella prima divisione dei campionati austriaco, armeno ed algerino.

### Nazionale
Ha esordito con la nazionale burkinabé il 14 novembre 2017 in occasione di un match di qualificazione per il Campionato mondiale di calcio 2018 vinto 4-0 contro Capo Verde.
Ha partecipato alla Coppa d'Africa 2021.

## Statistiche

### Presenze e reti nei club
Statistiche aggiornate al 28 maggio 2022.
| Stagione              | Squadra               | Campionato            | Campionato | Campionato | Coppe nazionali | Coppe nazionali | Coppe nazionali | Coppe continentali | Coppe continentali | Coppe continentali | Altre coppe | Altre coppe | Altre coppe | Totale | Totale | Totale |
| Stagione              | Squadra               | Comp                  | Pres       | Reti       | Comp            | Pres            | Reti            | Comp               | Pres               | Reti               | Comp        | Pres        | Reti        | Pres   | Reti   |        |
| --------------------- | --------------------- | --------------------- | ---------- | ---------- | --------------- | --------------- | --------------- | ------------------ | ------------------ | ------------------ | ----------- | ----------- | ----------- | ------ | ------ | ------ |
| 2015-2016             | Strasburgo 2          | CFA2                  | 19         | 7          |                 | -               | -               |                    | -                  | -                  |             | -           | -           | 19     | 7      |        |
| 2016-2017             | Wolfsberger           | BL                    | 17         | 1          | CA              | 0               | 0               |                    | -                  | -                  |             | -           | -           | 17     | 1      |        |
| 2017-2018             | Hartberg              | 1L                    | 35         | 5          | CA              | 3               | 0               |                    | -                  | -                  |             | -           | -           | 38     | 5      |        |
| 2018-2019             | Hartberg              | BL                    | 27         | 4          | CA              | 4               | 1               |                    | -                  | -                  |             | -           | -           | 31     | 5      |        |
| Totale Hartberg       | Totale Hartberg       | Totale Hartberg       | 62         | 9          |                 | 7               | 1               |                    | -                  | -                  |             | -           | -           | 69     | 10     |        |
| 2019-2020             | Ararat-Armenia        | BC                    | 24         | 3          | CA              | 5               | 0               | UCL+UEL            | 2+4                | 0                  | SA          | 1           | 0           | 36     | 3      |        |
| 2020-2021             | Ararat-Armenia        | BC                    | 22         | 1          | CA              | 4               | 1               | UCL+UEL            | 1+3                | 0                  | SA          | 1           | 0           | 31     | 2      |        |
| 2021-2022             | Ararat-Armenia        | BC                    | 21         | 2          | CA              | 2               | 0               | -                  | -                  | -                  | -           | -           | -           | 23     | 2      |        |
| Totale Ararat-Armenia | Totale Ararat-Armenia | Totale Ararat-Armenia | 67         | 6          |                 | 11              | 1               |                    | 10                 | 0                  |             | 2           | 0           | 88     | 7      |        |
| lug.-dic. 2022        | JS Kabylie            | L1                    | 5          | 0          | CA              | 0               | 0               | CCL                | -                  | -                  |             | -           | -           | 5      | 0      |        |
| Totale carriera       | Totale carriera       | Totale carriera       | 170        | 23         |                 | 18              | 2               | -                  | 10                 | 0                  |             | 2           | 0           | 200    | 25     |        |

### Cronologia presenze e reti in nazionale
| Cronologia completa delle presenze e delle reti in nazionale ― Burkina Faso | Cronologia completa delle presenze e delle reti in nazionale ― Burkina Faso | Cronologia completa delle presenze e delle reti in nazionale ― Burkina Faso | Cronologia completa delle presenze e delle reti in nazionale ― Burkina Faso | Cronologia completa delle presenze e delle reti in nazionale ― Burkina Faso | Cronologia completa delle presenze e delle reti in nazionale ― Burkina Faso | Cronologia completa delle presenze e delle reti in nazionale ― Burkina Faso | Cronologia completa delle presenze e delle reti in nazionale ― Burkina Faso |
| Data                                                                        | Città                                                                       | In casa                                                                     | Risultato                                                                   | Ospiti                                                                      | Competizione                                                                | Reti                                                                        | Note                                                                        |
| --------------------------------------------------------------------------- | --------------------------------------------------------------------------- | --------------------------------------------------------------------------- | --------------------------------------------------------------------------- | --------------------------------------------------------------------------- | --------------------------------------------------------------------------- | --------------------------------------------------------------------------- | --------------------------------------------------------------------------- |
| 14-11-2017                                                                  | Ouagadougou                                                                 | Burkina Faso                                                                | 4 – 0                                                                       | Capo Verde                                                                  | Qual. Mondiali 2018                                                         | -                                                                           | 64’                                                                         |
| 22-3-2018                                                                   | Limeil-Brévannes                                                            | Burkina Faso                                                                | 2 – 0                                                                       | Guinea-Bissau                                                               | Amichevole                                                                  | -                                                                           | 72’                                                                         |
| 27-3-2018                                                                   | Franconville                                                                | Kosovo                                                                      | 2 – 0                                                                       | Burkina Faso                                                                | Amichevole                                                                  | -                                                                           | 62’                                                                         |
| 8-9-2018                                                                    | Nouakchott                                                                  | Mauritania                                                                  | 2 – 0                                                                       | Burkina Faso                                                                | Qual. Coppa d'Africa 2019                                                   | -                                                                           | 64’                                                                         |
| 4-9-2019                                                                    | Marrakech                                                                   | Libia                                                                       | 0 – 1                                                                       | Burkina Faso                                                                | Amichevole                                                                  | -                                                                           |                                                                             |
| 6-9-2019                                                                    | Marrakech                                                                   | Marocco                                                                     | 1 – 1                                                                       | Burkina Faso                                                                | Amichevole                                                                  | -                                                                           | 84’                                                                         |
| 17-11-2019                                                                  | Khartum                                                                     | Sudan del Sud                                                               | 1 – 2                                                                       | Burkina Faso                                                                | Qual. Coppa d'Africa 2021                                                   | -                                                                           |                                                                             |
| 9-10-2020                                                                   | El Jadida                                                                   | Burkina Faso                                                                | 3 – 0                                                                       | RD del Congo                                                                | Amichevole                                                                  | -                                                                           | 88’                                                                         |
| 12-10-2020                                                                  | El Jadida                                                                   | Burkina Faso                                                                | 2 – 1                                                                       | Madagascar                                                                  | Amichevole                                                                  | -                                                                           | 77’                                                                         |
| 12-11-2020                                                                  | Ouagadougou                                                                 | Burkina Faso                                                                | 3 – 1                                                                       | Malawi                                                                      | Qual. Coppa d'Africa 2021                                                   | -                                                                           | 70’                                                                         |
| 24-3-2021                                                                   | Kampala                                                                     | Uganda                                                                      | 0 – 0                                                                       | Burkina Faso                                                                | Qual. Coppa d'Africa 2021                                                   | -                                                                           | 46’                                                                         |
| 29-3-2021                                                                   | Ouagadougou                                                                 | Burkina Faso                                                                | 1 – 0                                                                       | Sudan del Sud                                                               | Qual. Coppa d'Africa 2021                                                   | -                                                                           |                                                                             |
| 5-6-2021                                                                    | Abidjan                                                                     | Costa d'Avorio                                                              | 2 – 1                                                                       | Burkina Faso                                                                | Amichevole                                                                  | -                                                                           |                                                                             |
| 12-6-2021                                                                   | Rabat                                                                       | Marocco                                                                     | 1 – 0                                                                       | Burkina Faso                                                                | Amichevole                                                                  | -                                                                           |                                                                             |
| 2-9-2021                                                                    | Marrakech                                                                   | Niger                                                                       | 0 – 2                                                                       | Burkina Faso                                                                | Qual. Mondiali 2022                                                         | -                                                                           | 46’                                                                         |
| 7-9-2021                                                                    | Marrakech                                                                   | Burkina Faso                                                                | 1 – 1                                                                       | Algeria                                                                     | Qual. Mondiali 2022                                                         | -                                                                           | 70’                                                                         |
| 8-10-2021                                                                   | Marrakech                                                                   | Gibuti                                                                      | 0 – 4                                                                       | Burkina Faso                                                                | Qual. Mondiali 2022                                                         | -                                                                           | 64’                                                                         |
| 11-10-2021                                                                  | Marrakech                                                                   | Burkina Faso                                                                | 2 – 0                                                                       | Gibuti                                                                      | Qual. Mondiali 2022                                                         | -                                                                           | 72’                                                                         |
| 12-11-2021                                                                  | Marrakech                                                                   | Burkina Faso                                                                | 1 – 1                                                                       | Niger                                                                       | Qual. Mondiali 2022                                                         | -                                                                           | 63’                                                                         |
| 16-11-2021                                                                  | Blida                                                                       | Algeria                                                                     | 2 – 2                                                                       | Burkina Faso                                                                | Qual. Mondiali 2022                                                         | 1                                                                           | 77’                                                                         |
| 30-12-2021                                                                  | Abu Dhabi                                                                   | Mauritania                                                                  | 0 – 0                                                                       | Burkina Faso                                                                | Amichevole                                                                  | -                                                                           |                                                                             |
| 9-1-2022                                                                    | Yaoundé                                                                     | Camerun                                                                     | 2 – 1                                                                       | Burkina Faso                                                                | Coppa d'Africa 2021 - 1º turno                                              | -                                                                           | 71’                                                                         |
| 13-1-2022                                                                   | Yaoundé                                                                     | Capo Verde                                                                  | 0 – 1                                                                       | Burkina Faso                                                                | Coppa d'Africa 2021 - 1º turno                                              | -                                                                           | 69’                                                                         |
| 17-1-2022                                                                   | Bafoussam                                                                   | Burkina Faso                                                                | 1 – 1                                                                       | Etiopia                                                                     | Coppa d'Africa 2021 - 1º turno                                              | -                                                                           | 76’                                                                         |
| 23-1-2022                                                                   | Limbe                                                                       | Burkina Faso                                                                | 1 – 1 dts (7 – 6 dtr)                                                       | Gabon                                                                       | Coppa d'Africa 2021 - Ottavi di finale                                      | -                                                                           | 73’                                                                         |
| 2-2-2022                                                                    | Yaoundé                                                                     | Burkina Faso                                                                | 1 – 3                                                                       | Senegal                                                                     | Coppa d'Africa 2021 - Semifinale                                            | -                                                                           | 60’                                                                         |
| Totale                                                                      |                                                                             | Presenze                                                                    | 26                                                                          |                                                                             | Reti                                                                        | 1                                                                           |                                                                             |

## Palmarès

### Club

#### Competizioni nazionali
- Supercoppa d'Armenia: 1

Ararat-Armenia: 2019
- Campionato armeno: 1

Ararat-Armenia: 2019-2020